# Auksencjusz (Chapman)
Biskup Auksencjusz (gr. Επίσκοπος Αυξέντιος, ang. Bishop Auxentios, właściwie Matthew Gates Chapman; (ur. 28 czerwca 1953 w Cleveland, Ohio, USA) – biskup Cerkwi Prawdziwych Prawosławnych Chrześcijan, z tytułem biskupa Etny i Portlandu.

## Życiorys
Urodził się 28 czerwca 1953 roku w mieście Cleveland stanu Ohio, Stany Zjednoczone, ma czterech braci. Wychowywał się w mieście Aurora w stanie Ohio. Po ukończeniu szkoły przygotowawczej w Hunting Vally, wstąpił do Uniwersytetu Princenton — Alma Mater jego ojca, gdzie studiował matematykę i dyscypliny teologiczne. W czasie nauki w Princenton, gdzie jego wykładowcami byli protoierej Georgij Florowski oraz przyszły metropolita Chryzostom (Gonzales) wtenczas doktorant katedry filozofii, przyjmuje prawosławie. W 1975 roku obroną pracy dyplomowej, pod kierownictwem Gieorgija Florowskiego, kończy uniwersytet. W 1976 roku przyjmuje mnisze postrzyżyny wraz ze zmianą imienia na Auksencjusz (ku czci męczennika Auksencjusza z Sebasty), a następnie z rąk metropolity Kanady Akakiusza (Duskosa) przyjmuje święcenia na hierodiakona, zaś w 1977 roku – godność hieromnicha. W 1978 roku dołączył do bractwa monasteru św. Grzegorza Palamasa w Etnie (Kalifornia), gdzie trudząc się w monasterskim wydawnictwie, stał się autorem artykułów i książek o tematyce teologicznej. Jego doktorska dysertacja «The Paschal Fire in Jerusalem: A Study of the Rite of the Holy Fire in the Church of the Holy Sepulchre», którą obronił w Graduate Theological Union w Berkeley, została opublikowana w języku angielskim (Berkeley, 1992), oraz wydana w języku rumuńskim (Sibu, 1993, 2004). Biskup Auksencjusz jest również dyrektorem Centrum Tradycyjnych Prawosławnych Studiów w Etnie, redaktorem periodyku „Prawosławna Tradycja” (gr. ᾿Ορθόδοξος Παράδοσις), oraz rektorem Prawosławnego Seminarium Teologicznego im. św. Focjusza Wielkiego w Kalifornii.
7 stycznia 1991 roku otrzymał święcenia biskupie z tytułem biskupa fotikijskiego wikarego egzarchy Ameryki Chryzostoma (Gonzalesa).
W październiku 2012 roku, z powodu odejścia metropolity Chryzostoma w stan spoczynku, został wybrany biskupem Etny.
W 2015 roku decyzją Świątobliwego Synodu został jednomyślnie wybrany na biskupa Etny i Portlandu.